# Akroneos
Akroneos (altgriechisch Ἀκρόνεως Akróneōs) ist eine Person der griechischen Mythologie.
Er ist in der Odyssee des Homer einer der Phaiaken, die an einem Agon zu Ehren des Odysseus teilnehmen. Nachdem Odysseus an der Küste des Phaiakenlandes Scheria landet, wird ihm von Alkinoos und Arete versprochen, ihn nach Ithaka zurückzubringen. Zuvor wird ihm zu Ehren ein Agon veranstaltet, an dem Akroneos als Erster teilnimmt. Nach ihm melden sich Okyalos, Elatreus, Nauteus, Prymneus, Anchialos, Eretmeus, Anabesineos, Ponteus, Thoon, Amphialos, Euryalos, Naubolides und schließlich die drei Söhne des Alkinoos Laodamas, Halios und Klytoneos für die Wettkämpfe an.